# Course aux points féminine aux Jeux olympiques d'été de 2008
Navigation
Athènes 2004
La course aux points féminine, épreuve de cyclisme sur piste des Jeux olympiques d'été de 2008, a lieu le 18 août 2008 sur le Vélodrome de Laoshan de Pékin. La course est remportée par la Néerlandaise Marianne Vos.
Cette épreuve consiste en une course individuelle de 100 tours de piste (25 kilomètres). 16 sprints sont disputés donnant respectivement 5, 3, 2 et 1 points aux quatre premières. Les cyclistes qui prennent un tour au peloton principal gagnent 20 points alors que celles qui perdent un tour sur le peloton perdent 20 points.

## Résultats
| Rang | Cycliste             | Pays               | Points au sprint | Points au tour | Total |
| ---- | -------------------- | ------------------ | ---------------- | -------------- | ----- |
|      | Marianne Vos         | Pays-Bas           | 10               | 1              | 30    |
|      | Yoanka González      | Cuba               | 18               | 0              | 18    |
|      | Leire Olaberría      | Espagne            | 13               | 0              | 13    |
| 4    | María Luisa Calle    | Colombie           | 13               | 0              | 13    |
| 5    | Lesya Kalitovska     | Ukraine            | 10               | 0              | 10    |
| 6    | Katherine Bates      | Australie          | 10               | 0              | 10    |
| 7    | Pascale Jeuland      | France             | 8                | 0              | 8     |
| 8    | Olga Slyusareva      | Russie             | 8                | 0              | 8     |
| 9    | Gina Grain           | Canada             | 6                | 0              | 6     |
| 10   | Li Yan               | Chine              | 6                | 0              | 6     |
| 11   | Rebecca Romero       | Grande-Bretagne    | 3                | 0              | 3     |
| 12   | Svetlana Pauliukaite | Lituanie           | 2                | 0              | 2     |
| 13   | Lada Kozlíková       | République tchèque | 2                | 0              | 2     |
| 14   | Vera Carrara         | Italie             | 1                | 0              | 1     |
| 15   | Wan Yiu Wong         | Hong Kong          | 0                | 0              | 0     |
| 16   | Evelyn García        | Salvador           | 0                | 0              | 0     |
| 17   | Catherine Cheatley   | Nouvelle-Zélande   | 0                | 0              | 0     |
| 18   | Trine Schmidt        | Danemark           | 0                | 0              | 0     |
| 19   | Lee Min-Hye          | Corée du Sud       | 0                | -2             | -40   |
|      | Sarah Hammer         | États-Unis         |                  |                | Abd   |
|      | Satomi Wadami        | Japon              |                  |                | Abd   |
|      | Verena Jooß          | Allemagne          |                  | -1             | Abd   |